# アブドゥル＝イラーフ
アブドゥル＝イラーフ（アラビア語：عبد الإله'Abdul Ilah、1913年11月14日 - 1958年7月14日）は、イラク国王・ガージーの従兄弟で義弟である。ファイサル2世が成人するまで、摂政（就任期間:1939年4月4日 - 1953年5月23日）を務めた。1943年以降は王太子の地位も持っていた。

## 経歴
ヒジャーズ王・アリー・イブン・フサイン（イラク国王ファイサル1世の兄）の息子として生まれ、ヒジャーズ王国の王位継承者であった。しかし、ナジュド出身のアブドゥルアズィーズ・イブン・サウード（後のサウジアラビア国王）によって父がヒジャーズを奪われたため、彼の一族はヒジャーズを逃れた。ガージー国王が事故で崩御した際、イラクで権力を得た。幼い新国王・ファイサル2世の摂政となった。

### 1941年のクーデター
第二次世界大戦中の1941年4月、親ドイツ派の前首相ラシード・アーリー・アル＝ガイラーニーによるクーデターが起き、親イギリス派であるアブドゥル＝イラーフは摂政を解任された。アブドゥル＝イラーフはイラクから逃れ、同じく国王の親族であるシェリフ・シャラフが摂政となった。亡命先のアンマンで前首相ヌーリー・アッ＝サイードと行動を共にした。また、後にヨルダン国王となるアブドゥッラー・ビン・アル＝フサインに客人として扱われた。

1941年5月2日、イギリスはイラクの親ドイツ派勢力に対する軍事行動を決行した。
6月2日、親ドイツ派のラシッド・アリ・アル＝ガイラニの「国防政府」が倒され、ラシッド・アリはペルシアに亡命した。アブドゥル＝イラーフはバグダードに戻り、摂政に復帰した
。連合国との関係を維持しながらも、穏健なナショナリズム的政策を提案した。

### 親米外交の立役者として
1942年、ウェンデル・L・ウィルキーが、アメリカ合衆国のフランクリン・ルーズベルト大統領の特使として、イギリスと中東に派遣された。アブドゥル＝イラーフはウィルキーのために豪華な夕食会を開催した。
1945年、アブドゥル＝イラーフは米国を訪問した。新たに就任したハリー・S・トルーマン大統領のファーストレディであるベス・トルーマンの最初の夕食会に招待された。トルーマン大統領からはレジオン・オブ・メリットを授与された。
1953年、ファイサル2世が成人となったために摂政を辞任したが、アドバイザーとなり西側諸国寄りの外交政策を提唱し続けた。
1955年、イラク政府はバグダード条約を承認し、中東条約機構が結成された。他の加盟国は、イラン、パキスタン、トルコ、イギリスだった。本部は当初バグダードに置かれていた。
1957年5月、サウジアラビア国王イブン・サウードが8日間のイラク訪問を実施した。到着時に、国王ファイサル2世とヌーリー・アッ＝サイード首相と共に出迎えた。サウジアラビア国王として初めてイラク訪問であった。目的の一つは、ナセル大統領率いるエジプトとシリアのアラブ連合共和国に対抗して、イラクが同じ王政のヨルダンとアラブ連邦を結成したことを祝うためであった。
1957年11月、国賓として日本を訪問。

### 7月14日革命
7月14日革命において、アブドゥル＝イラーフは他の王族と共に射殺された。1958年7月14日、アブドルカリーム・カーシム大佐とアブドッサラーム・アーリフのクーデターによって政府が打倒され、イラクの君主制に終止符が打たれた。アブドゥル＝イラーフの遺体は、暴徒と化した民衆によって宮殿から引き摺り出され、顔を潰された上に手足をもがれ、アッ＝ラシード通りを引き摺られ、国防省の前に吊されたあと、バラバラに切断される凄惨な扱いを受けた。『タイム』7月21日版は、「中東通信は王太子アブドゥル＝イラーフの暗殺を歓喜して解説している。人々は彼の遺体を犬のように引き摺り、手足を引き裂いた。その後、暴徒は遺体に火を付けた。」と伝えている。